# One Sweet Day
"One Sweet Day" é uma canção gravada pela cantora e compositora Mariah Carey e o grupo de R&B Boyz II Men, ambos norte-americanos. Foi composta por Carey, Walter Afanasieff e pelos membros do conjunto: Wanya Morris, Shawn Stockman, Nathan Morris e Michael McCary. Carey e Afanasieff produziram-a para o quinto álbum de estúdio da cantora, Daydream (1995), sendo lançada como o segundo single do disco a 14 de Novembro de 1995 pela editora discográfica Columbia Records. A letra da obra trata sobre a perda de um ente querido, e sobre um dia vê-lo mais uma vez no céu, e como o protagonista perde cada vez mais entes a cada dia que passa. Ambos Carey e Boyz II Men escreveram a faixa tendo em conta pessoas específicas em suas vidas, entretanto, também dedicando-a à epidemia da síndrome da imunodeficiência adquirida (SIDA) que se manifestava globalmente no ano de lançamento. 
Geralmente, "One Sweet Day" foi recebida com opiniões positivas pelos críticos especialistas em música contemporânea que elogiaram o conteúdo da letra e os vocais dos artistas, bem como notando a faixa como um destaque em Daydream. A música alcançou um enorme sucesso nos Estados Unidos, onde ocupou por dezasseis semanas consecutivas o primeiro posto da tabela Billboard Hot 100, um recorde mantido por 23 anos. Também alcançou semelhante êxito em todo o mundo, classificando-se no topo das listas do Canadá e da Nova Zelândia, e dentro das dez melhores colocações da Austrália, Bélgica, França, Irlanda, Noruega e Reino Unido. Além disso, "One Sweet Day" foi considerada pela revista Rolling Stone como a "Melhor Colaboração de Todos os Tempos". 
Carey cantou "One Sweet Day" ao vivo na televisão por várias vezes em diversas cerimónias de entrega de prémios ao redor do mundo. Ela apresentou-a juntamente com Boyz II Men na trigésima oitava cerimónia anual dos Grammy Awards, realizada na noite de 26 de Fevereiro de 1996. Além disso, foi interpretada no serviço memorial da Princesa Diana em Setembro do ano seguinte. O single fez parte do repertório de várias digressões de sucesso de Carey, fazendo sua estreia durante a Daydream World Tour (1995) e é apresentada nos álbuns de compilação #1's (1998), Greatest Hits (2001), The Ballads (2008), LoveSongs (2010) e #1 to Infinity (2015).
O vídeo musical de "One Sweet Day" foi filmado em meados de 1996 e apresenta trechos dos artistas no estúdio enquanto gravavam a música. A cantora explicou a ideia por detrás do vídeo, alegando que devido às agendas lotadas de ambos Boyz II Men e dela, eles temiam não ter tempo suficiente para a gravação de um vídeo adequado. Por esta razão, foi montado um conjunto de vídeo no estúdio enquanto eles escreviam e gravavam a canção, usando pedaços do processo de gravação para elaborar o vídeo musical. Mais tarde, Carey disse que ficou contente com o facto de um vídeo para a música nunca ter sido filmado, temendo que nenhum poderia capturar verdadeiramente a forte mensagem da letra da canção. Críticos acharam a escolha de vídeo sábia, e concordaram que o conceito simples homenageia a mensagem altruísta da canção.

## Antecedentes e desenvolvimento
Após a morte de David Cole, membro da dupla C+C Music Factory e antigo colaborador de Carey, ela começou desenvolver uma música para lhe prestar homenagem, assim como a todos os amigos e familiares que seus fãs haviam perdido ao longo da vida. Em uma reunião com o grupo Boyz II Men depois de compor a ideia e refrão, eles aperceberam-se que tinham uma ideia similar em desenvolvimento. Juntos, usando o conceito elaborado por Carey, assim como a melodia produzida juntos, escreveram a letra e compuseram a música, inspirando-se também na morte Steve Clark em 1991, guitarrista dos Def Leppard e "lenda da guitarra" de Carey. "One Sweet Day" foi produzida por Carey e Afanasieff, com este último construindo a melodia, acrescentando vários grooves contemporâneos e batidas que misturam R&B com música pop.
"Eu escrevi a ideia inicial de 'One Sweet Day' com Walter, e eu tinha o refrão ... e parei e disse: 'Eu quero mesmo fazer isso com os Boyz II Men, porque ... obviamente eu sou uma grande fã deles e pensei que o trabalho estava a chamar por eles, os vocais que eles fazem, então eu deixei-a de lado e disse: 'Quem sabe se isso poderia acontecer, mas eu só não quero terminar esta canção porque eu quero que seja a nossa canção, se alguma vez a fizermos juntos. [A] ideia de quando você perde as pessoas que estão perto de você, sua vida muda e isso muda a sua perspectiva. Quando [eles] chegaram ao estúdio, eu toquei para eles a ideia para a música e quando [a gravação] terminou, eles entre-olharam-se, um pouco atordoados, e disseram-se que Nathan Morris tinha escrito uma canção em homenagem ao seu gerente de digressão que tinha falecido. Tinha basicamente a mesma letra e se colocava sobre as mesmas mudanças de acordes. Foi muito, muito estranho. Nós terminamos a canção ali mesmo. Estávamos todos meio que capotados sobre isso. O destino teve muito a ver com isso. Sei que algumas pessoas não vão acreditar, mas não inventaria uma história tão maluca."
— Carey a expressar como a música foi "fruto do destino" e como todas as peças se encaixaram no lugar.
Depois de começarem a trabalhar na música, Carey decidiu incorporar outras letras no refrão, tentando fazer a canção relacionável com a epidemia do SIDA, que esteve em pleno vigor em meados de 1990. Além disso, a irmã de Carey, Allison Carey, havia sido recentemente diagnosticada com HIV, uma notícia que arruinou o relacionamento das duas e também separou-as. "Quando eu descobri que ela tinha SIDA, chorei por dias. Ela jamais poderia realmente cuidar do seu filho de novo, ele agora vive com a minha mãe. Esta história triste fez-me preocupar mais com outras crianças necessitadas. Dar-lhes conselhos e fazer com que elas fiquem com uma vida melhor," expressou Carey acerca da sua irmã ter sido diagnosticada com HIV. A artista afirmou que escreveu a canção com a esperança de que todos os seus fãs que haviam perdido alguém pudessem relacionar-se e talvez ajudar a aliviar a dor da perda. A cantora descreveu a canção como "[a] ideia de quando você perde as pessoas que estão perto de você, sua vida muda e isso muda a nossa perspectiva."  O autor Chris Nickson elogiou a instrumentação e os arranjos, chamando o uso de sintetizadores de. Além disso, ele alegou que a produção de Afanasieff e o vocal e arranjo da produção por Carey ajudou na junção dos vocais da canção com o conteúdo da letra.
A obra integra um órgão na sua instrumentação, assim como percussão e sintetizadores "sábios" e "eficientes". É definida no compasso de tempo comum, e foi composta na tonalidade de Lá bemol maior, com uma progressão de acordes básica de Lá♭ – Ré♭9, enquanto os vocais de Carey e Boyz II Men vão desde Mi♭4 até a Lá♭5. Esta é uma das canções de Daydream na qual Carey demonstra o seu poder vocal. O piano range de Ré♭2 à Lá♭5.

## Recepção crítica
Em geral, "One Sweet Day" foi recebida com opiniões positivas pela crítica especialista em música contemporânea. Em sua resenha de Daydream para o portal About.com, Bill Lamb vangloriou o "casal vocal perfeito" e escreveu que "juntos, eles [Carey e Boyz II Men] mudam o que poderia ser uma balada, com um desempenho verdadeiramente inspirador e esperançoso." Segundo o editor Stephen Thomas Erlewine na sua análise para o portal Allmusic, "Carey apela igualmente a ambas as audiências por causa da enorme quantidade de astúcia e trabalho duro que coloca em seus álbuns," elogiando o ofício e composição do tema. Ken Tucker, para a revista electrónica Entertainment Weekly, apontou "One Sweet Day" como um dos destaques de Daydream, comentando que a obra "irradia uma sensualidade jovial que Carey raramente permite a si própria revelar em sua música." Stephen Holden, para o jornal The New York Times, compartilhou sentimentos semelhantes: "a cantora junta forças com Boyz II Men, os mestres das harmonias vocais pós-doo-wop suplicantes, para [criar] um louvor que sugere que os cantores foram pessoalmente tocados pela crise do SIDA." A revista People sentiu que a canção foi uma "faixa de destaque" e chamou a demonstração vocal de Carey de um "belting de bravura."
"One Sweet Day" ganhou diversos prémios ao longo de 1996. Na cerimónia de prémios de entretenimento Blockbuster, venceu na categoria Single Favorito Adulto Feminino Contemporâneo. Venceu também na categorias Canção do Ano e Melhor Compositor de Pop nos prémios de música pop da Broadcast Music Incorporated (BMI), e ainda o Prémio Especial por 16 semanas no número um na cerimónia de entrega de prémios de música Billboard. Na 38.ª cerimónia anual dos prémios Grammy, recebeu nomeações nas categorias Melhor Colaboração Pop com Vocais e Gravação do Ano, perdendo ambas para o dueto "Have I Told You Lately" de The Chieftains e Van Morrison, e "Kiss From a Rose" do músico Seal, respectivamente. O vídeo musical recebeu uma nomeação para Melhor Vídeo R&B nos prémios de vídeos musicais da MTV, enquanto a apresentação ao vivo no Madison Square Garden inclusa no DVD Fantasy: Mariah Carey at Madison Square Garden rendeu uma nomeação para Melhor Desempenho em um Especial de Variedades nos prémios de Imagem da NAACP. Os compositores venceram o prémio Compositor de Rhythm & Soul na cerimónia do American Society of Composers, Authors and Publishers (ASCAP).
Em uma pesquisa conduzida pela revista Rolling Stone em 2011, "One Sweet Day" é a melhor colaboração de todos os tempos.

## Promoção e divulgação

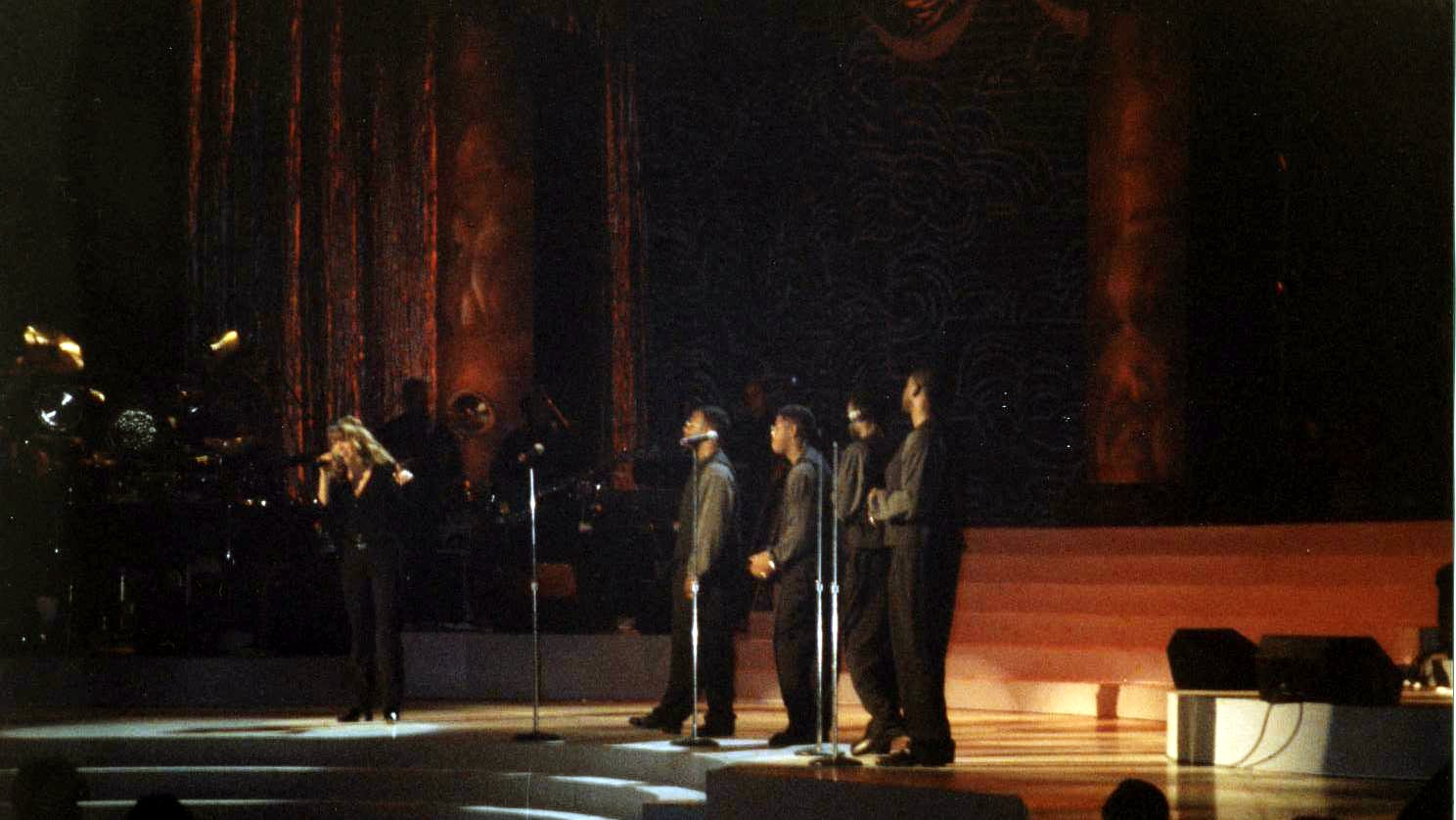
Carey e Boyz II Men a cantarem "One Sweet Day" no Madison Square Garden em Nova Iorque, 1995.

Quando Carey e Boyz II Men se juntaram para gravar "One Sweet Day", não tiveram tempo suficiente para filmar um vídeo musical juntos. Por este motivo, uma equipa de filmagens sob realização de Larry Jordan esteve presente durante a composição e gravação da canção, filmando os artistas no estúdio. Após o lançamento do single, Carey expressou a sua felicidade pelo facto de um vídeo real nunca ter sido filmado, temendo que nenhum vídeo poderia realmente capturar a "preciosa mensagem da música." Críticos concordaram com a artista, achando que o tema foi uma combinação perfeita para o vídeo e a sua mensagem. Além das sessões de gravação, o vídeo também compartilhou pedaços da conexão e partilha das ideias entre os compositores no estúdio, o lugar onde Carey sentiu que eles "conectaram."
"Foi uma loucura! Eles tinham equipas de filmagens e rapazes do vídeo, enquanto eu estava na direcção a tentar produzir. E esses rapazes estavam a correr fazendo um baile, porque Mariah e eles estavam a rir e a gritar e eles estavam a ser entrevistados. E eu estava a chamar atenção às pessoas. 'Temos que ir ao microfone!' Eles foram embora passadas duas horas, então eu gravei tudo que eles fizeram, rezando para que fosse o suficiente."
— Walter Afanasieff a fazer declarações sobre o vídeo de "One Sweet Day" em uma entrevista.
"One Sweet Day" foi interpretada ao vivo na 38.ª cerimónia anual dos prémios Grammy, decorrida na noite de 28 de Fevereiro de 1996 em Los Angeles, Califórnia. Carey usou um vestido preto longo e blusa sem mangas, enquanto o grupo usou jaquetas brancas e calças pretas. Depois da ponte, um coro instalou-se nas vigas colocadas sobre o palco, todos vestidos de branco. A canção também foi desempenhada ao vivo no serviço memorial para a Princesa Diana em Setembro de 1997, onde outros artistas se apresentaram, incluindo o britânico Elton John. Durante o serviço funerário e o recital da música, Carey usou um vestido preto longo e conservador, com longos cachos dourados. Todos os integrantes de Boys II Men usaram fatos escuros e roupas semelhantes. A canção fez parte do especial de Natal de Carey da Black Entertainment Television (BET) em 2001, no qual cantou o tema junto com Boyz II Men. Durante o especial, usou um vestido vermelho em honra do tema de férias do programa, e tinha feito um penteado dourado. Um dos vocalistas masculinos já havia sido trocado, como um dos membros do grupo havia renunciado a sua posição.
Além de aparições na televisão ao vivo, a canção foi executada em muitas das digressões de Carey, inclusive em todos os concertos da Daydream World Tour (1996), na qual Boyz II Men foram projectados em um ecrã grande. O vídeo foi tirado da filmagem de Carey no Madison Square Garden no final de 1995, e reproduzido em sincronia com os seus versos. Um conceito similar foi usado pela intérprete na Butterfly World Tour (1998), com a adição de vários vocalistas no palco. Além disso, a canção foi interpretada em datas selecionadas da The Adventures of Mimi Tour (2006). Durante a paragem da digressão em Anaheim, Califórnia, Boyz II Men juntou-se a Carey ao vivo no palco para cantarem a música. Durante a Angels Advocate Tour (2010), Carey realizou um trecho da canção em Singapura, com o cantor Trey Lorenz preenchendo os versos do grupo.

## Outras versões
"One Sweet Day" foi interpretada pelos sete finalistas da sétima temporada do American Idol em Outubro de 2011. O desempenho foi filmado devido à semana temática de homenagem a Carey, na qual todos os concorrentes cantaram músicas do seu repertório. A música foi cantada, adicionalmente, na quinta temporada do The X Factor britânico pela banda JLS, recebendo elogios de todos os quatro membros do jurado, que comentaram sobre a sua dificuldade por ser uma "canção de Mariah." A música também foi interpretada por John Adeleye durante a sétima temporada da mesma versão do programa. O tema da noite foi "Canções #1". Shannon Magrane interpretou a música na décima primeira temporada do American Idol, na semana em que os concorrentes tiveram que cantar canções do ano em que nasceram. Andy Williams lançou uma versão em 2007 no último álbum da sua carreira, I Don't Remember Ever Growing Up.

## Alinhamento de faixas e formatos
| - Cassete single 1. "One Sweet Day" — 4:41 2. "One Sweet Day" (ao vivo) — 5:08 - Maxi single (Japão) 1. "One Sweet Day" — 4:41 2. "One Sweet Day" (ao vivo) — 5:08 3. "Open Arms" — 3:30 - Maxi single (Estados Unidos) 1. "One Sweet Day" — 4:41 2. "One Sweet Day" (Sweet A Capella) — 4:52 3. "One Sweet Day" (A Capella) — 4:48 4. "One Sweet Day" (Chucky's Remix) — 4:51 5. "One Sweet Day" (ao vivo) — 5:08 6. "Fantasy" (Def Drums Mix) — 4:00 | - Maxi single I (Reino Unido) 1. "One Sweet Day" — 4:41 2. "One Sweet Day" (Sweet A Capella) — 4:52 3. "One Sweet Day" (A Capella) — 4:48 4. "One Sweet Day" (Chucky's Remix) — 4:51 5. "One Sweet Day" (ao vivo) — 5:08 - Maxi single II (Reino Unido) 1. "One Sweet Day" — 4:44 2. "Fantasy" (Def Drums Mix) — 4:00 3. "Joy to the World" (Celebration Mix) — 7:58 4. "Joy to the World" (Club Mix) — 7:35 |

## Créditos
Os seguintes créditos foram adaptados do encarte do álbum Daydream e do portal AllMusic:
Locais de gravação
- Gravada nos estúdios Wallyworld, Nova Iorque, Nova Iorque, Estados Unidos;
- Gravada nos estúdios The Hit Factory, Nova Iorque, Nova Iorque, Estados Unidos.

Pessoal
| - Andy Smith — assistência de engenharia - Brian Vibberts — assistência de engenharia - Kurt Lundvall — assistência de engenharia - David Gleeson — engenharia adicional - Dana Jon Chappelle — engenharia acústica (música e vocais) - Jay Healy — engenharia acústica (vocais) - Dann Huff — guitarra - Dan Shea — teclado, sintetizadores (baixo), programação (bateria e ritmo) | - Mick Guzauski — mistura - Gary Cirimelli — programação (Macintosh, Digital, sintetizador) - Walter Afanasieff — produção e arranjos, letras, composição, teclado, sintetizadores, programação (bateria e ritmo) - Mariah Carey — produção e arranjos, letras, composição, vocais - Michael McCary — letras, vocais - Nathan Morris — letras, vocais - Wanya Morris — letras, vocais - Shawn Stockman — letras, vocais |

## Desempenho nas tabelas musicais
Nos Estados Unidos, "One Sweet Day" tornou-se no décimo single de Carey a atingir a primeira posição da Billboard Hot 100 e o quarto dos Boyz II Men. A canção permaneceu no topo por um recorde de 16 semanas consecutivas, a partir de 2 de Dezembro de 1995 a 16 de Março de 1996. Este recorde foi apenas quebrado 24 anos depois por "Old Town Road" de Lil Nas X com participação de Billy Ray Cyrus. Boyz II Men já havia realizado este recorde por duas vezes, quando "End of the Road" ocupou a posição de topo por treze semanas consecutivas entre 15 de Agosto a 7 de Novembro de 1992 e "I'll Make Love to You" ficou no topo durante quatorze semanas consecutivas entre 27 de Agosto a 26 de Novembro de 1994. "One Sweet Day" substituiu "Exhale (Shoop Shoop)" (1995) da cantora Whitney Houston no número um, e foi mais tarde substituída por "Because You Loved Me" (1996) da cantora franco-canadense Céline Dion. O single também estreou no número um, fazendo de Carey a primeira artista a ter mais de uma canção a estrear no número um, e uma das duas artistas a ter dois singles consecutivos a estrearem no topo da tabela, junto com Britney Spears com as canções "3" (2009) e "Hold It Against Me" (2011). "One Sweet Day" foi o terceiro single mais vendido de 1995 nos EUA, com vendas superiores a 1.3 milhões de cópias, sendo que o segundo single mais vendido foi "Fantasy" também de Carey, fazendo dela a artista mais bem sucedida desse ano e também da década de 1990. Tendo passado 26 semanas dentro das quarenta melhores posições da tabela musical, a música recebeu o certificado de disco de platina dupla pela Recording Industry Association of America (RIAA) e posicionou-se na primeira posição na publicação de fim-de-ano da Hot 100. Até a actualidade, o single vendeu mais de 2.334 mil unidades físicas em território norte-americano.
Fora dos EUA, "One Sweet Day" alcançou as dez melhores colocações em mais de treze países e liderou a tabela do Canadá e da Nova Zelândia, onde recebeu o certificado de disco de platina. No Canadá, a canção estreou na tabela de singles da RPM no número 89 a 4 de Dezembro de 1995, e atingiu o topo da tabela a 22 de Janeiro do ano seguinte. A música permaneceu na tabela por um total de 24 semanas e posicionou-se na décima segunda posição na publicação de fim-de-ano. Alcançou as duas melhores posições na Austrália, onde recebeu o certificado de disco de platina, e nos Países Baixos. Na Irlanda e na França, onde recebeu o certificado de disco de prata, posicionou-se dentro dos cinco melhores postos. Na Bélgica, Noruega, Suécia e no Reino Unido, a canção atingiu o seu pico dentro das dez melhores posições.
No Reino Unido, "One Sweet Day" é um dos singles mais vendidos de Carey, com vendas estimadas em mais de 255 mil cópias. De acordo com a revista Billboard, o single é a trigésima quarta canção mais bem-sucedida da tabela Hot 100 de todos os tempos.

### Posições
| País — Tabela musical (1995/96)                            | Posição de pico |
| ---------------------------------------------------------- | --------------- |
| Alemanha — Top 100 Singles (GfK Entertainment Charts)      | 25              |
| Austrália — ARIA Top 100 Singles Chart                     | 2               |
| Áustria — Ö3 Austria Top 40                                | 25              |
| Bélgica (Flandres) — Top 50 Singles (Ultratop)             | 8               |
| Bélgica (Valónia) — Top 50 Singles (Ultratop)              | 8               |
| Canadá — Top Singles (RPM)                                 | 1               |
| Dinamarca — Single Top-40 (Hitlisten)                      | 5               |
| Estados Unidos — Hot 100 (Billboard)                       | 1               |
| Estados Unidos — Hot Adult Contemporary Tracks (Billboard) | 1               |
| Estados Unidos — Hot R&B/Hip-Hop Songs (Billboard)         | 2               |
| Estados Unidos — Mainstream Top 40 (Billboard)             | 1               |
| Estados Unidos — Adult Pop Songs (Billboard)               | 1               |
| Finlândia — Yleisradio Oy                                  | 16              |
| França — Top Singles (SNEP)                                | 5               |
| Irlanda — Singles Top 50 (IRMA)                            | 4               |
| Japão — Oricon                                             | 87              |
| Noruega — Topp 40 Singles (VG-lista)                       | 6               |
| Nova Zelândia — Top 40 Singles (RMNZ)                      | 1               |
| Países Baixos — Stichting Nederlandse Top 40               | 2               |
| Reino Unido — Official Singles Chart Top 100 (OCC)         | 6               |
| Suécia — Top Singles Top 100 (Sverigetopplistan)           | 7               |
| Suíça — Top Singles Top 75 (Schweizer Hitparade)           | 12              |
| Europa — Hot 100 (Billboard)                               | 6               |

| País — Tabela musical (1996)                     | Posição |
| ------------------------------------------------ | ------- |
| Austrália — ARIA Top 100 Singles Chart           | 40      |
| Bélgica (Flandres) — Top 50 Singles (Ultratop)   | 83      |
| Bélgica (Valónia) — Top 50 Singles (Ultratop)    | 48      |
| Canadá — Top Singles (RPM)                       | 12      |
| Estados Unidos — Hot 100 (Billboard)             | 2       |
| França — Top Singles (SNEP)                      | 59      |
| Países Baixos — Stichting Nederlandse Top 40     | 37      |
| Suíça — Top Singles Top 75 (Schweizer Hitparade) | 49      |

| País — Tabela musical (1990-99)      | Posição |
| ------------------------------------ | ------- |
| Estados Unidos — Hot 100 (Billboard) | 1       |

### Certificações e vendas
| Região — Associação (Vendas)      | Certificação |
| --------------------------------- | ------------ |
| Austrália — ARIA (70 mil)         | Platina      |
| Bélgica — BEA (25 mil)            | Ouro         |
| Canadá — Music Canada (10 mil)    | Platina      |
| Estados Unidos — RIAA (2 334 000) | 2× Platina   |
| França — SNEP (125 000)           | Prata        |
| Irlanda — IRMA (15 000)           | Platina      |
| Nova Zelândia — RMNZ (15 000)     | Platina      |
| Noruega — IFPI (10 000)           | Ouro         |
| Reino Unido — BPI (200 000l)      | Prata        |